# Besleria formosa
Besleria formosa är en tvåhjärtbladig växtart som beskrevs av Conrad Vernon Morton. Besleria formosa ingår i släktet Besleria och familjen Gesneriaceae. Inga underarter finns listade i Catalogue of Life.